# Blue Hawaii (cocktail)

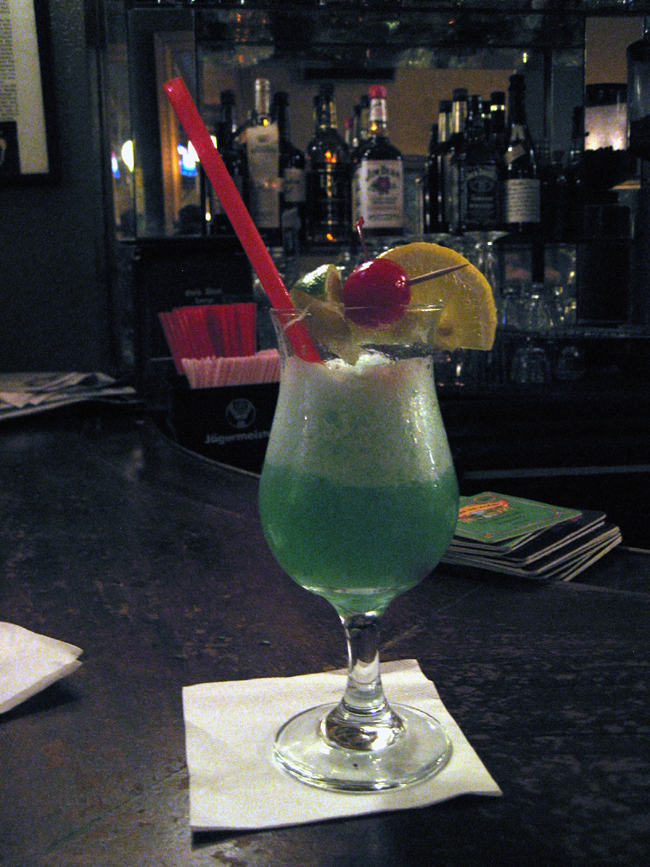
Blue Hawaii

De Blue Hawaii is een cocktail op basis van rum, Blue Curaçao, Sweet and Sour (Sour mix), wodka en ananassap.
Deze cocktail werd bedacht door de barkeeper Harry Yee van het Hilton Hawaiian Village (Waikiki). Hij werd in 1957 benaderd door iemand van de Nederlandse distilleerder Bols met het verzoek om een cocktail te bedenken met daarin hun product blue Curaçao als prominent ingrediënt. De naam Blue Hawaii is waarschijnlijk afgeleid van een lied uit de film Waikiki Wedding uit 1937 met Bing Crosby in de hoofdrol. Toen de cocktail er eenmaal was werd deze een onderdeel van de oplevende Tikicultuur.
Een cocktail die hierop lijkt is de Blue Hawaiian. Deze bestaat uit rum, Blue Curaçao, ananassap en kokosroom.